# توماس اشال
توماس اشال (انگلیسی: Thomas Ashall؛ 16 October 1915 – ۱۹۷۶ (۶۰−۶۱ سال)) بازیکن فوتبال بود.
از باشگاه‌هایی که در آن بازی کرده‌است می‌توان به باشگاه فوتبال نانیتون تاون اشاره کرد.